# 印第安纳大学教育学院
印第安纳大学教育学院（Indiana University School of Education）是印第安纳大学布卢明顿分校的教育学院，也是美国排名靠前的教育学院之一。该学院提供一系列专业教育学位：教师教育学士学位（可获得教师执照）、硕士学位、教育专家（Ed.S.）和博士（Ed.D.、Ph.D.）学位。

## 学术
印第安纳大学教育学院有4个系：
- 咨询与教育心理学
- 课程与教学
- 教育领导与政策研究
- 教学系统技术